# Маундбриџ (Канзас)
Маундбриџ (енгл. Moundridge) град је у америчкој савезној држави Канзас.

## Демографија
По попису из 2010. године број становника је 1.737, што је 144 (9,0%) становника више него 2000. године.
| Група             | 2000.         | 2010.         |
| Белци             | 1.540 (96,7%) | 1.653 (95,2%) |
| Афроамериканци    | 8 (0,5%)      | 6 (0,3%)      |
| Азијати           | 1 (0,1%)      | 2 (0,1%)      |
| Хиспаноамериканци | 24 (1,5%)     | 59 (3,4%)     |
| Укупно            | 1.593         | 1.737         |